# Georges Truffaut (1872-1948)
Pour les articles homonymes, voir Truffaut.
Georges Truffaut, né le 13 mai 1872 à Versailles et mort le 25 septembre 1948 à Versailles, est un chimiste et chercheur français, spécialisé dans l'horticulture. Il est le fondateur des jardineries Truffaut.

## Carrière
Fils d'Armand-Albert et Marie-Élisabeth Truffaut et frère du précédent, il étudie au lycée Hoche de Versailles, à l'université de Gand en Belgique et poursuit ses études à l'école d'agriculture de Grignon où il obtient le diplôme d'ingénieur agricole.
En 1897, il fonde les Établissements et laboratoires Georges Truffaut à Versailles sur près de 70 000 m² et répartis sur trois sites ; on y trouve le service comptabilité, les bureaux de commande, les laboratoires, les serres, la roseraie, le service de la revue Jardinage, une usine qui produit de l'électricité, son gaz et pompe son eau également, le service d'architecture de jardins et pour finir les jardins d'expériences sur 3 hectares.
Il crée en 1905 son laboratoire d'analyses, où il étudie la stérilisation partielle de la flore microbienne ou les effets de la radioactivité sur la végétation.
En 1911, il fonde la revue Jardinage, destinée au grand public, tirée à 50 000 exemplaires. Elle est dotée d'environ 60 pages. Sa parution reprit après la fin de la Première Guerre mondiale puis s'arrêta en 1939.
En 1912, il reçoit une médaille d'or à l'exposition de Londres. Il publie un volume de 800 pages intitulé Les Ennemis des plantes cultivées et il crée la roseraie des Établissements sur près de 10 000 m².
En 1914, il écrit la première encyclopédie Comment on soigne son jardin qui contient environ 450 pages de conseils pour les cultures et d'illustrations. Il part à la guerre, puis il est missionné.
En 1917 en collaboration avec André Simon, Gaston Clément, Paul Lécolier et Georges Royer, les pépinières nationales de Trianon, afin d'assurer l'alimentation en légumes des soldats. Plus de 100 millions de plants y sont produits.
En 1923, il lance le premier catalogue de ventes par correspondance.
En 1926, il officie à la radio pour parler de sujets horticoles. On le retrouve par la suite dans les causeries de Georges Truffaut sur Radio Paris vers 07h00 et en 1935 dès 20h00 sur la TSF, dans une émission du Poste Parisien. Le premier magasin ouvre au 24 avenue Victoria à Paris.
En 1938, Georges Truffaut est promu officier de la Légion d'honneur pour sa carrière.
En 1948, Georges Truffaut meurt. Il développera jusqu'à sa mort, l'implantation des magasins Truffaut. Il est inhumé au cimetière des Gonards de Versailles.

## Voir aussi

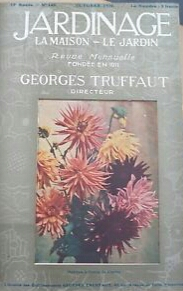
Couverture de la revue Jardinage.

## Distinctions
- Officier de la Légion d'honneur